# Duda da Passira
Júlio Nunes Pereira, conhecido como Duda da Passira (Limoeiro, 12 de agosto de 1949 - Recife, 29 de agosto de 2013), foi um músico, acordeonista, produtor musical, cantor e compositor brasileiro.
Iniciou sua profissão ainda na infância, aos 9 anos de idade já tocava sanfona de 8 baixos, fazendo Forró Pé-de-Serra, em Passira e cidades circunvizinhas.
Sua carreira tomou impulso na década de 1980, quando passou a ser solicitado em gravações de estúdio, em discos de diversos artistas.
Conheceu, juntamente com o cantor Toinho de Alagoas, o produtor e flautista Zé da Flauta que resolveu gravar algumas músicas com eles em parceria com Heleno dos Oito Baixos e Zé Orlando, o que resultou no disco “Forró Brasil”, LP posteriormente transformado em “Brazil: Forró. Music for Maid and Taxi Drivers”, que ganhou o Grammy Awards na categoria “Traditional Folk” em 1991.
Tocou na Casa da Cultura Mundial em Berlim (Alemanha), em 1993. Fez apresentações com Luiz Gonzaga na tour Danado de Bom.
Foi um dos sanfoneiros que mais participaram de gravações em estúdio. Produziu e gravou mais de 2 mil trabalhos, de artistas como Jorge de Altinho, Limão com Mel, Adelmário Coelho, Quinteto Violado, Mestre Zinho, Novinho da Paraíba, Targino Gondim e muitos outros.
Duda morreu em 29 de agosto de 2013, vítima de uma hemorragia hepática. Estava internado a 9 dias no Hospital da Restauração na cidade do Recife.

## Discografia
- 1988 - Pé de Serra
- 1989 - Bom Pra Forrozar
- 1990 - Bom Nordestino
- 1992 - Forró da Minha Terra
- 2002 - Acústico
- 2004 - Toca Noca do Acordeon